# Oxymeris barbieri
Oxymeris barbieri é uma espécie de gastrópode do gênero Oxymeris, pertencente a família Terebridae.